# Relaciones Japón-República de China

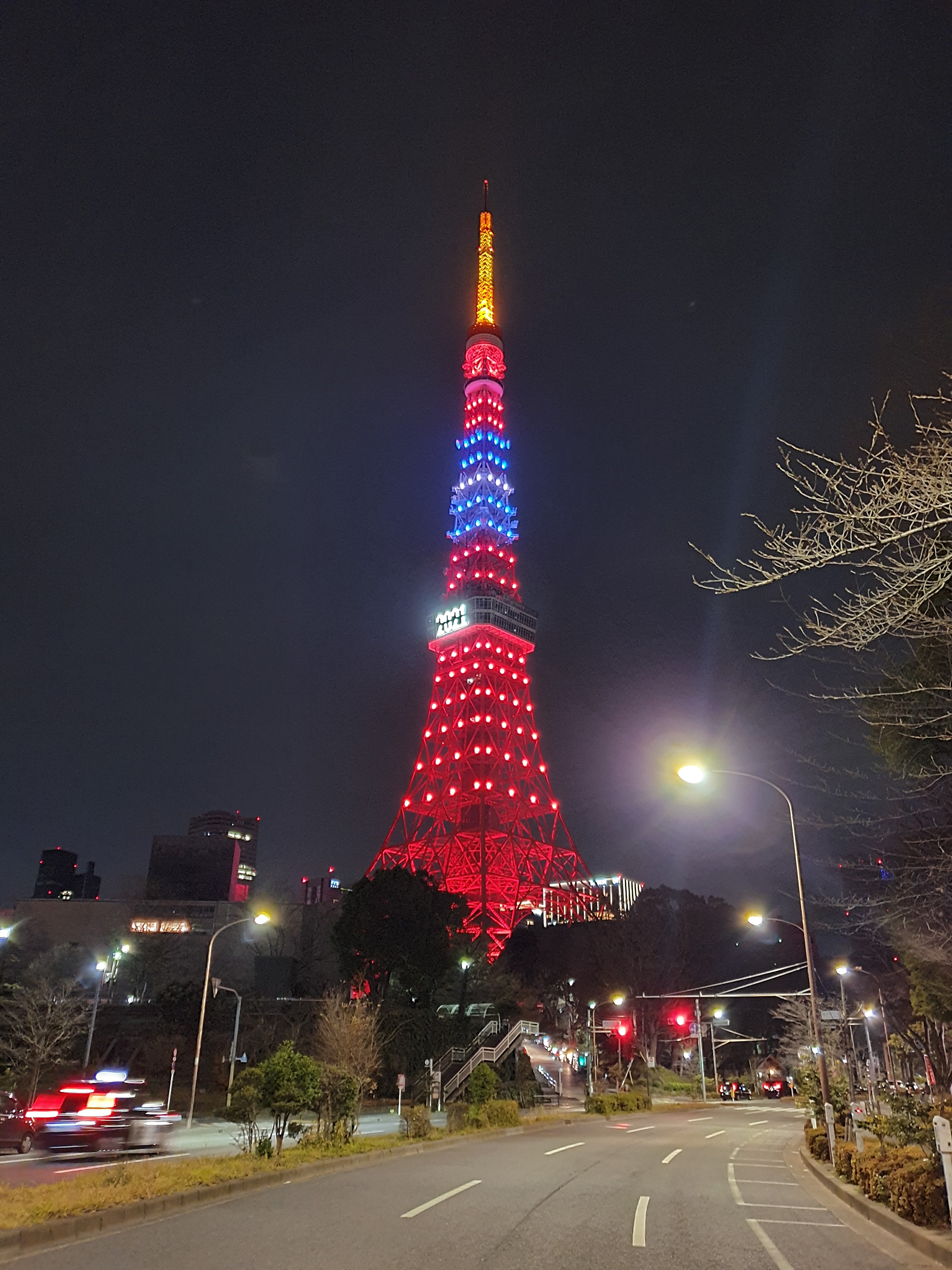
La Torre de Tokio iluminada con los colores de la Bandera de Taiwán para celebrar la amistad entre Japón y Taiwán

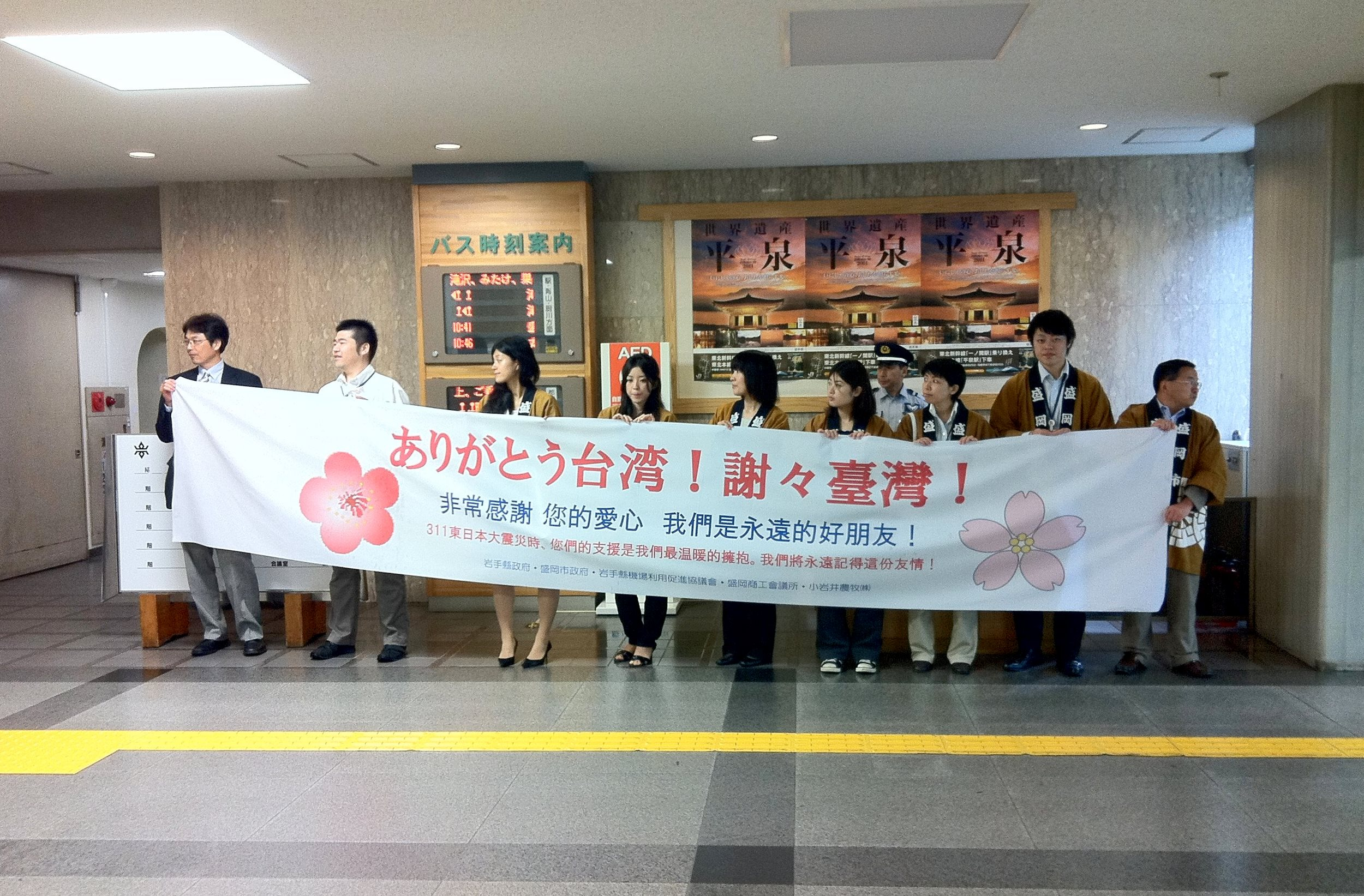
Miembros del gobierno de la prefectura de Iwate agradecen a Taiwán después de los terremotos de 2011

Después del Comunicado Conjunto Japón-República Popular China en 1972, Japón ya no reconoce a la República de China como el único gobierno oficial de China. Sin embargo, Japón ha mantenido relaciones de trabajo no gubernamentales con dicha entidad.

## Historia

### SigloXVII
En el siglo XVII, existía un comercio considerable entre Japón y Taiwán. Los holandeses colonizaron Taiwán como base para el comercio con Japón en 1624.

### Reino de Tungning y Taiwán bajo el dominio Qing
Durante la era del Reino de Tungning (1662–83), Japón compró piel de ciervo, azúcar y seda de Taiwán y vendió metales preciosos, porcelana, armaduras y telas de algodón. El dinero japonés se pudo utilizar en Taiwán durante ese período y a los comerciantes japoneses se les permitió vivir en Keelung.
En 1874, las tropas japonesas invadieron el sur de Taiwán para atacar a las tribus aborígenes, en venganza por el asesinato de 54 marineros de Ryukyuan en 1871.

### Taiwán bajo dominio japonés
La victoria de Japón sobre la dinastía Qing en la primera guerra sino-japonesa resultó en el Tratado de Shimonoseki de 1895, en el que Taiwán fue cedido a Japón. Taiwán luego fue gobernado por el Imperio de Japón hasta 1945. Después de la rendición de Japón al final de la Segunda Guerra Mundial, Taiwán fue devuelta a la República de China.

### República de China en Taiwán

#### Establecimiento, principios de la década de 1950

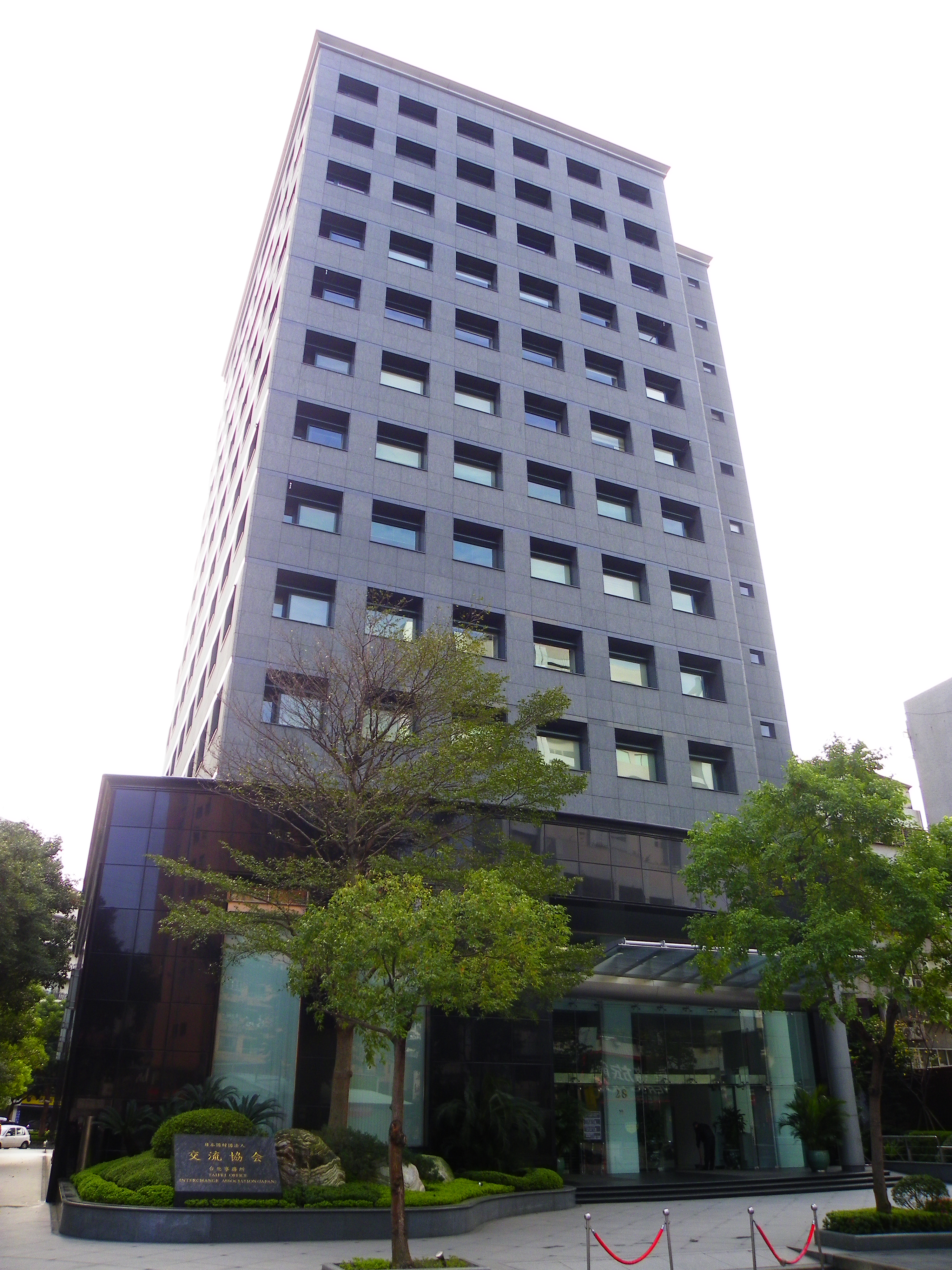
Asociación de Intercambio Japón-Taiwán en Taipéi

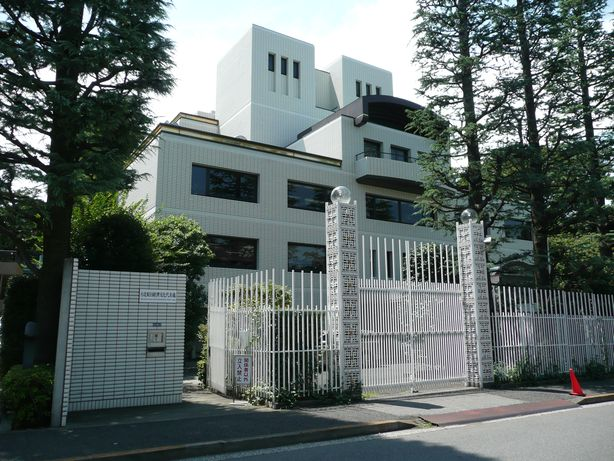
Asociación de Relaciones Taiwán-Japón en Tokio

Después de la guerra entre China y Japón, durante la ocupación de Japón, el primer ministro Shigeru Yoshida (oficialmente el último primer ministro bajo el real decreto del emperador japonés), tenía la intención de acercarse económica y diplomáticamente a la recién establecida República Popular China. Sin embargo, Estados Unidos rectificó esta iniciativa y amenazó con boicotear el Tratado de San Francisco de 1951 si Japón no se comprometía con la China Nacionalista liderada por el Kuomintang (ahora República de China) y la posterior formación del Tratado de Taipéi (un tratado paralelo al Tratado de San Francisco entre Japón y las dos chinas excluidas). Estados Unidos exigió a Japón que aceptara relaciones diplomáticas con la China nacionalista liderada por el KMT, de lo contrario no se restauraría la soberanía del país, manteniendo efectivamente la guerra con Estados Unidos y manteniéndolo bajo la ocupación militar estadounidense.
Al tomarlo todo en consideración, en medio de la creación de Estados Unidos de su política de contención en Asia, el primer ministro Yoshida cambió su postura con respecto a la administración estadounidense (al entonces secretario de Estado estadounidense John Foster Dulles), como se detalla en la carta de Yoshida, para negociar un tratado de paz con Taipéi. También como resultado de la ratificación del Tratado de San Francisco por el Congreso y el Senado de los Estados Unidos, puso fin oficialmente al estatus de Japón como potencia imperial, renunciando oficialmente a la isla de Taiwán y Pescadores. Estas acciones se plasmaron en el artículo 9 de la nueva Constitución japonesa democrática liberal que desmanteló las capacidades militares del país para declarar la guerra a otro país con la reserva de limitaciones de autodefensa y luego estipuló el Tratado de Cooperación y Seguridad Mutuas entre Estados Unidos y Japón, que también fue aprobado y promulgado por la mayoría de los miembros de la nueva Dieta japonesa con tratados de seguridad posteriores en la era de la posguerra .
Con el estallido de la guerra de Corea y la intervención de Estados Unidos y la ONU en esa guerra, se establecieron relaciones diplomáticas entre los gobiernos de Japón y la República de China liderada por el Kuomintang (KMT) tras el fin de la ocupación estadounidense de Japón en 1952. Japón lideró la logística y la producción/fabricación de artillería para apoyar a los EE. UU. en la guerra de Corea, que actuó como el mayor estímulo para la reactivación de su economía, especialmente en la industria pesada y ligera, pronto evidente en el milagro económico japonés de la posguerra. El 28 de abril de 1952, se concluyó un tratado de paz formal entre Japón y la República de China, ya que el primero se abstuvo de reconocer a la República Popular China en ese momento. En el artículo 10 del Tratado de Taipéi (Tratado de paz chino-japonés) que retrocede:

A los efectos del presente Tratado, se considerará que los ciudadanos de la República de China incluyen a todos los habitantes y antiguos habitantes de Taiwán (Formosa) y Pescadores y sus descendientes que sean de nacionalidad china de acuerdo con el leyes y regulaciones que han sido o pueden ser aplicadas en el futuro por la República de China en Taiwán (Formosa) y Pescadores; y se considerará que las personas jurídicas de la República de China incluyen a todas aquellas registradas bajo las leyes y regulaciones que han sido o podrán ser aplicadas en el futuro por la República de China en Taiwán (Formosa) y Pescadores.

Bilateralmente, Japón tenía, y todavía tiene de los miembros de la Federación empresarial de Japón, fuertes lazos comerciales con Taipéi. Japón jugó un papel financiero clave de préstamos gubernamentales al gobierno de la República de China para ayudar con el desarrollo económico del floreciente país en varios niveles antes del Nixon Shock y la ruptura de los lazos entre los dos gobiernos.
En 1958, se estableció la Asociación Económica y Cultural Sino-Ryukyuan en Naha, Okinawa, que era la sede estratégica de las Fuerzas Armadas de los Estados Unidos en la región. En 1972, Estados Unidos devolvió Okinawa a Japón, pero la asociación se mantuvo como una institución para fomentar las relaciones, el diálogo y el intercambio académico entre Japón, Okinawa y Taiwán.

#### Comunicado conjunto, 1972
En cuanto a la política de Una China, Japón había sido un aliado serio de Taiwán, sin embargo, la política global empujó a Japón a cambiar su posición. Cuando el intento de recuperar beligerantemente China continental fracasó y se desvaneció y el gobierno con sede en Taipéi fue expulsado, votado fuera de la ONU en una votación de la Asamblea General, por mayoría de los Estados miembros de la ONU a través de la Resolución 2758 de la Asamblea General de las Naciones Unidas, poco después de que el presidente estadounidense Richard Nixon visitara a la República Popular China en 1972 y la publicación del Comunicado de Shanghái, el Partido Liberal Democrático de Japón (gobierno mayoritario dirigido por Kakuei Tanaka) decidió establecer relaciones con la República Popular China. Antes de esto, Japón ya había tenido sólidas relaciones comerciales no gubernamentales con la República Popular China sin un reconocimiento diplomático formal.
Como condición previa para entablar lazos con la República Popular China, Japón derogó e hizo desaparecer el Tratado de Taipéi en relación con la entonces no reconocida política de Taiwán. Según el "Comunicado conjunto Japón-China de 1972", el gobierno japonés comprendió y respetó plenamente la posición del gobierno de la República Popular China (PRC) de que Taiwán era un territorio inalienable de la República Popular China, y mantuvo firmemente su posición bajo El artículo 8 de la Proclamación de Potsdam, que decía "Los términos de la Declaración de El Cairo se cumplirán y la soberanía japonesa se limitará a las islas de Honshū, Hokkaidō, Kyūshū, Shikoku y las islas menores que determinemos".
Las declaraciones y los principios establecidos en el Comunicado Conjunto de 1972 se redactaron en el Tratado de paz y amistad entre Japón y la República Popular China en 1978. Japón y la República Popular China acordaron seguir cumpliendo con el tratado cuando el ex primer ministro de Japón Shinzo Abe visitó Pekín el 8 de octubre de 2006.

#### Declaración conjunta Japón-China, 1998
En 1998, Japón y la República Popular China firmaron la Declaración Conjunta Japón-China sobre la Construcción de una Asociación de Amistad y Cooperación para la Paz y el Desarrollo que declaraba que Japón debía "continuar al lado de la República Popular China en la política de Una China, que mantiene su posición sobre la cuestión de Taiwán como se establece en el Comunicado Conjunto del Gobierno de Japón y el Gobierno de la República Popular de China y reitera su entendimiento de que una sola China". Japón reiteró que mantendrá sus intercambios con Taiwán, sin embargo, de forma privada y regional.

#### Iniciativas recientes, 2005 hasta el presente

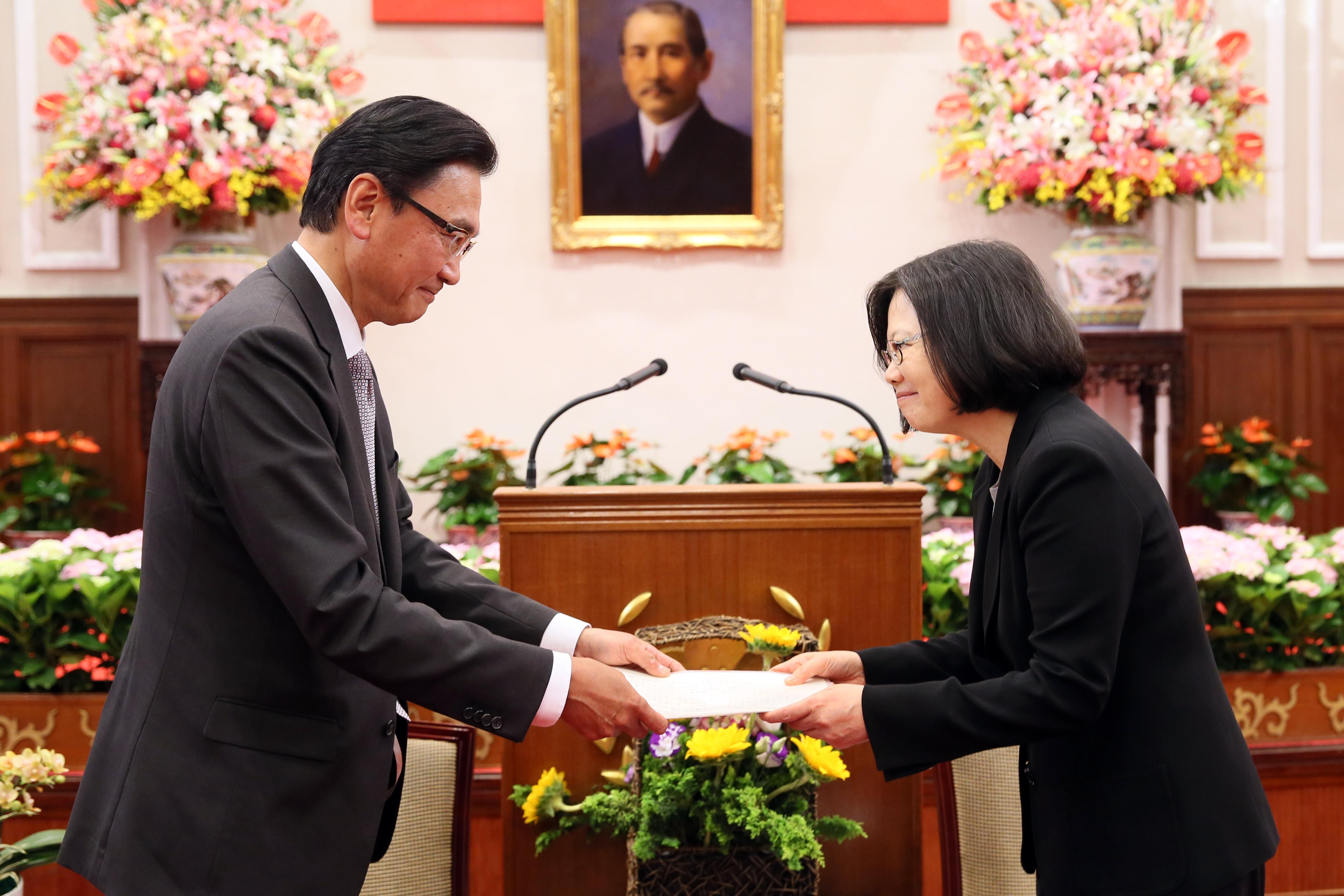
Miembro de la Cámara de Representantes de Japón Keiji Furuya y presidente Tsai Ing-wen en Taiwán el 20 de mayo de 2016.

Japón otorga a los titulares de pasaportes taiwaneses una exención de visa por 90 días. Esta regla entró en vigor el 20 de septiembre de 2005, en consonancia con una medida destinada a atraer más turistas a Japón. Jiro Akama, viceministro de Asuntos Internos y Comunicaciones fue el funcionario de más alto rango del gabinete desde 1972 en visitar Taiwán el 25 de marzo para celebrar el evento turístico y promover la revitalización regional japonesa, medio de la prohibición de las exportaciones agrícolas japonesas al público taiwanés.
En la conferencia de prensa del 31 de enero de 2006, el subsecretario de prensa, Tomohiko Taniguchi, anunció que, en un discurso pronunciado un año antes, El ministro de Relaciones Exteriores, Tarō Asō, había expresado su preocupación por la paz y la estabilidad a través del Estrecho de Taiwán sobre la base del Comunicado Conjunto Japón-República Popular China de 1972. El anuncio reiteró la posición del gobierno japonés "de que no adoptamos una política de dos Chinas o una China y un Taiwán".
En 2020, Japón recibió donaciones de equipos y suministros como parte de la diplomacia médica de Taiwán en respuesta a la epidemia de COVID-19. A mediados de abril de 2020 se entregaron más de 2 millones de mascarillas faciales.

## Demarcación pesquera, 1996 hasta el presente
Japón insiste, sobre la base de la Convención de las Naciones Unidas sobre el Derecho del Mar, que Japón tiene el privilegio de demarcar la pesca hasta el extremo sur de las aguas territoriales circundantes, mientras que Taiwán afirma que participa como entidad pesquera en el Organización Regional de Ordenación Pesquera sobre la base del Acuerdo de las Naciones Unidas sobre Poblaciones de Peces, como la admisión de la CIAT, que también se aplica al tema de la demarcación pesquera con Japón. Hubo dieciséis conferencias pesqueras en total entre las dos partes interesadas, la Asociación de Intercambio, Japón y la Asociación de Relaciones de Asia Oriental de Taiwán, sobre la demarcación pesquera de 1996 a 2009, y la disputa de la zona económica exclusiva entre Japón y Taiwán aún no están resueltos en lo que respecta a futuras negociaciones entre las dos partes. A pesar de esta disputa, las dos partes llegaron a un acuerdo de ordenación de los recursos pesqueros el 10 de abril de 2013.
En el vínculo internacional oficial entre los dos gobiernos, los think tanks de Taiwán son miembros del Asian Development Bank Institute, que se encuentra en el edificio Kasumigaseki en Chiyoda, Tokio.

## Demanda de dormitorio de estudiantes de Guang Hua
Después de 40 años de arduo esfuerzo en el juicio del gobierno de la República de China sobre el derecho internacional público de la propiedad del gobierno de la República de China basada en Kioto del dormitorio de estudiantes de Guang Hua contra la demanda legal internacional del gobierno de la República de China, de acuerdo con el artículo 81 de la Constitución de Japón, la Corte Suprema de Japón dictaminó en 2007 que la propiedad pertenece al gobierno de la República Popular China sobre la base de que Japón reconoce la República Popular China en lugar de la República de China (Taiwán) después de 1972. La República de China se considera un estado de grupa después de 1949. ROC es miembro de Property Rights Alliance.

## Educación

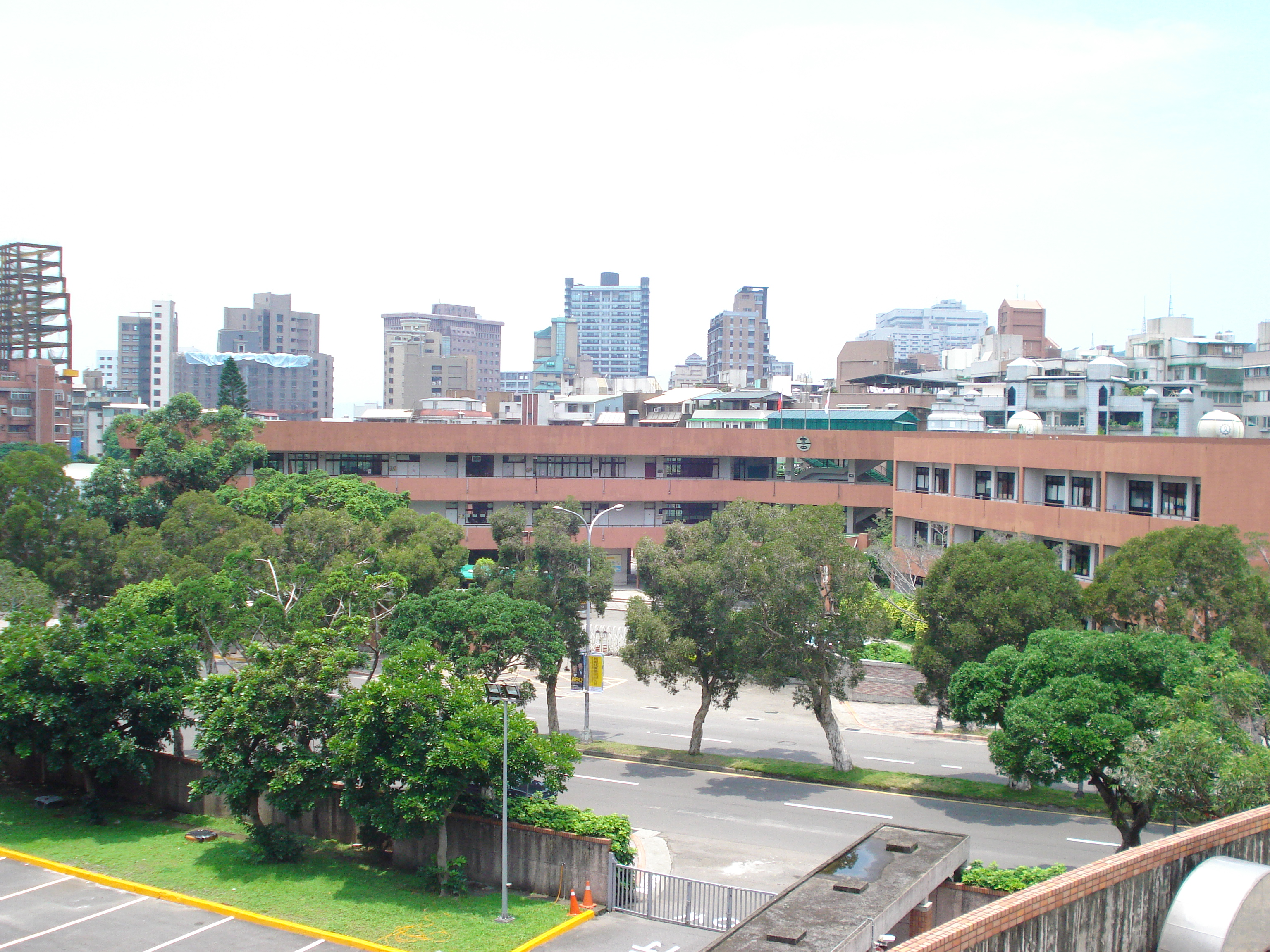
Escuela Japonesa de Taipéi

Las escuelas chinas en el extranjero, como las de muchos otros países, cuentan con el apoyo administrativo y financiero del Consejo de Asuntos de la Comunidad en el Extranjero del gobierno de la República de China. En Japón, antes de 2003, Los graduados de escuelas chinas en el extranjero no calificaban para el examen de ingreso a la universidad japonesa. La tarea futura radica en la legalización de la Overseas Chinese School por parte del gobierno japonés y la acreditación de la agencia educativa internacional. (como el Bachillerato Internacional, los Exámenes Internacionales de Cambridge y la acreditación de Colocación Avanzada),☃☃ o un reconocimiento internacional similar de la educación de Taiwán, para calificar el estatus legal internacional de Overseas Chinese School en Japón.asoorganizaciones respaldadas s por la República de China son:
- Escuela china de Tokio
- Escuela china de Yokohama
- Escuela china de Osaka

Japón opera tres nihonjin gakkō (escuelas japonesas en el extranjero operadas por una asociación japonesa) en la isla de Taiwán:
- Escuela japonesa de Taipéi
- Escuela japonesa de Taichung
- Escuela japonesa de Kaohsiung

## Cultura
El 21 de abril de 2010, Taiwán estableció el Centro Cultural de Taipéi en Tokio, Japón y posteriormente pasó a llamarse Centro Cultural de Taiwán. El 27 de noviembre de 2017, Japón estableció el Centro Cultural Japonés en Taipéi, Taiwán.

### Lectura adicional
- Cohen, J 1973 La dinámica de las relaciones exteriores de China, pág. 50-56, Harvard University Press, Cambridge
- Dreyer, June Teufel. "La relación Japón-Taiwán: una estabilidad inestable". Política de Asia 26.1 (2019): 161-166. en línea
- Iriye, A. y Cohen, W 1989 Estados Unidos y Japón en el mundo de la posguerra, pág. 21-34, The University Press of Kentucky
- Hu, S. 'Japón y el conflicto entre el estrecho de Taiwán', Journal of Chinese Political Science, vol. 11, núm. 2 (otoño de 2006): págs. 83-103.
- Schonberger, H 1989 Aftermath of War - Americans and the Remaking of Japan, 1945-1952, pág. 275-285, The Kent State University Press,
- Wilkins, Thomas, "Relaciones Taiwán-Japón en una era de incertidumbre" Asia Policy, vol. 13, (enero de 2012), págs. 113-132.